# 경상남도의 문화재자료 (제1호 ~ 제100호)
경상남도 문화재자료는 대한민국의 문화재자료 중에서 경상남도에 있는 것을 가리킨다.

## 지정목록

### 제1호 ~ 제100호
| 번호   | 사진 | 명칭                                                                      | 소재지                                            | 관리자 (단체)        | 지정일                                                                            | 참조 |
| 1호    |      | 월영대 (月影臺)                                                           | 경남 창원시 해운동 8-4                            | 마산시               | 1983년 7월 20일 지정, 1993년 1월 8일 해제, 경상남도 기념물 제125호로 승격         |      |
| 2호    |      | 관해정 (觀海亭)                                                           | 경남 창원시 마산합포구 관해정길17(교방동)         | 경상남도 향교재단    | 1983년 1월 8일 지정                                                               |      |
| 3호    |      | 진주 영남포정사 문루 (晉州 嶺南布政司 門樓)                               | 경남 진주시 남강로 626                            | 진주시               | 1983년 7월 20일 지정, 2018년 12월 20일 명칭변경                                   |      |
| 4호    |      | 진주성 북장대 (晋州城 北將臺)                                             | 경남 진주시 남강로 626                            | 진주시               | 1983년 7월 20일 지정, 2018년 12월 20일 명칭변경                                   |      |
| 5호    |      | 진주 창렬사 (晉州 彰烈祠)                                                 | 경남 진주시 남강로 626                            | 진주시               | 1983년 7월 20일 지정, 2018년 12월 20일 명칭변경                                   |      |
| 6호    |      | 진주성 서장대 (晉州城 西將臺)                                             | 경남 진주시 남강로 626                            | 진주시               | 1983년 7월 20일 지정, 2018년 12월 20일 명칭변경                                   |      |
| 7호    |      | 진주 의기사 (晉州 義妓祠)                                                 | 경남 진주시 남강로 626                            | 진주시               | 1983년 7월 20일 지정, 2018년 12월 20일 명칭변경                                   |      |
| 8호    |      | 진주 촉석루 (晉州 矗石樓)                                                 | 경남 진주시 남강로 626                            | 진주시               | 1983년 7월 20일 지정, 2018년 12월 20일 명칭변경                                   |      |
| 9호    |      | 통영 백운서재 (統營 白雲書齋)                                             | 경남 통영시 도천동 854                            | 통영시               | 1983년 7월 20일 지정, 2018년 12월 20일 명칭변경                                   |      |
| 10호   |      | 통영 용화사 (統營 龍華寺)                                                 | 경남 통영시 봉평동 404                            | 용화사               | 1983년 7월 20일 지정, 2018년 12월 20일 명칭변경                                   |      |
| 11호   |      | 이휴정 (二休亭)                                                           | 경남 울산시 남구 신정동 407-3                     | 울산시               | 1983년 7월 20일 지정, 1997년 10월 9일 해제, 울산 문화재자료 제1호로 재지정        |      |
| 12호   |      | 진주 남악서원 (晉州 南岳書院)                                             | 경남 진주시 금곡면 죽곡길 102                     | 김해김씨종중         | 1983년 7월 20일 지정, 2018년 12월 20일 명칭변경                                   |      |
| 13호   |      | 진주 고산정 (晉州 孤山亭)                                                 | 경남 진주시 대평면 대평리 430-3                   | 연일정씨문중         | 1983년 7월 20일 지정, 2018년 12월 20일 명칭변경                                   |      |
| 14호   |      | 진주 동산재 (晉州 東山齋)                                                 | 경남 진주시 대평면 신풍리 산 200                  | 회산황씨문중         | 1983년 7월 20일 지정, 2018년 12월 20일 명칭변경                                   |      |
| 15호   |      | 함안 원효암 칠성각 (咸安 元曉庵 七星閣)                                   | 경남 함안군 군북면 사촌리                         | 원효암               | 1983년 7월 20일 지정, 2018년 12월 20일 명칭변경                                   |      |
| 16호   |      | 함안 장춘사 대웅전 (咸安 長春寺 大雄殿)                                   | 경남 함안군 칠북면 영동리 산14                    | 장춘사               | 1983년 7월 20일 지정, 2018년 12월 20일 명칭변경                                   |      |
| 17호   |      | 창녕 직교리 당간지주 (昌寧 直橋里 幢竿支柱)                               | 경남 창녕군 창녕읍 직교리 64-11                   | 창녕군               | 1983년 7월 20일 지정, 2018년 12월 20일 명칭변경                                   |      |
| 18호   |      | 창녕 도천 삼층석탑 (昌寧 都泉 三層石塔)                                   | 경남 창녕군 도천면 송진리 562                     | 관음사               | 1983년 7월 20일 지정, 2018년 12월 20일 명칭변경                                   |      |
| 19호   |      | 창녕 관룡사 승탑 (昌寧 觀龍寺 僧塔)                                       | 경남 창녕군 창녕읍 옥천리 산320-2                 | 관룡사               | 1983년 7월 20일 지정, 2018년 12월 20일 명칭변경                                   |      |
| 20호   |      | 창녕 석불사 석조보살입상 (昌寧 石佛寺 石造菩薩立像)                       | 경남 창녕군 창녕읍 말홀리 산20-3                  | 석불사               | 1983년 7월 20일 지정, 2018년 12월 20일 명칭변경                                   |      |
| 21호   |      | 창녕 관음사 미륵불비상 (昌寧 觀音寺 彌勒佛碑像)                           | 경남 창녕군 도천면 송진리 562                     | 관음사               | 1983년 7월 20일 지정, 2018년 12월 20일 명칭변경                                   |      |
| 22호   |      | 창녕 관음사 석등 (昌寧 觀音寺 石燈)                                       | 경남 창녕군 도천면 송진리 562                     | 관음사               | 1983년 7월 20일 지정, 2018년 12월 20일 명칭변경                                   |      |
| 23호   |      | 창녕 망우당 곽재우 유허비 (昌寧 忘憂堂 郭再祐 遺墟碑)                     | 경남 창녕군 도천면 우강리 931                     | 창녕군               | 1983년 7월 20일 지정, 2018년 12월 20일 명칭변경                                   |      |
| 24호   |      | 창녕 성사제 신도비 (昌寧 成思齊 神道碑)                                   | 경남 창녕군 대지면 석리 729-5번지                 | 창녕군               | 1983년 7월 20일 지정, 2018년 12월 20일 명칭변경                                   |      |
| 25호   |      | 창녕 문암정, 신초 유허비, 신초 초상 (昌寧 聞岩亭, 辛礎 遺墟碑, 辛楚 肖像) | 경남 창녕군 계성면 사리 산10                      | 신씨문중             | 1983년 7월 20일 지정, 2018년 12월 20일 명칭변경                                   |      |
| 25-1호 |      | 창녕 문암정 (昌寧 聞岩亭)                                                 | 경남 창녕군 계성면 사리 산10                      | 신씨문중             | 1983년 7월 20일 지정, 2018년 12월 20일 명칭변경                                   |      |
| 25-2호 |      | 신초 유허비 (辛礎 遺墟碑)                                                 | 경남 창녕군 계성면 사리 산10                      | 신씨문중             | 1983년 7월 20일 지정, 2018년 12월 20일 명칭변경                                   |      |
| 25-3호 |      | 신초 초상 (辛楚 肖像)                                                     | 경남 창녕군 계성면 사리 산10                      | 신씨문중             | 1983년 7월 20일 지정, 2018년 12월 20일 명칭변경                                   |      |
| 26호   |      | 밀양 아랑각 (密陽 阿娘閣)                                                 | 경남 밀양시 내일동 39                             | 밀양시               | 1983년 7월 20일 지정, 2018년 12월 20일 명칭변경                                   |      |
| 27호   |      | 밀양 변계량 비각 (密陽 卞季良 碑閣)                                       | 경남 밀양시 초동면 신호리                         | 밀양시               | 1983년 7월 20일 지정, 2018년 12월 20일 명칭변경                                   |      |
| 28호   |      | 만정헌 (晩亭軒)                                                           | 경남 울산시 울주구 상북면 오촌리                  | 울주군               | 1983년 7월 20일 지정, 1997년 10월 9일 해제, 울산 문화재자료 제2호로 재지정        |      |
| 29호   |      | 사충단 (四忠壇)                                                           | 경남 김해시 동상동 874-9                          | 김해시               | 1983년 7월 20일 지정, 1990년 12월 20일 해제, 경남 기념물 제99호로 승격            |      |
| 30호   |      | 김해 선조어서각 (金海 宜祖御書閣)                                         | 경남 김해시 흥등로 123-18                         | 안동권씨문중         | 1983년 8월 6일 지정, 2018년 12월 20일 명칭변경                                    |      |
| 31호   |      | 김해 장유화상 사리탑 (金海 長游和尙 舍利塔)                               | 경남 김해시 장유면 대청리 산68-1                  | 장유암               | 1983년 8월 6일 지정, 2018년 12월 20일 명칭변경                                    |      |
| 32호   |      | 최영장군사당 (崔瀯將軍祠堂)                                               | 경남 통영시 사량면 금평리 150                     | 통영시               | 1983년 7월 20일 지정                                                              |      |
| 33호   |      | 거제 아주동 삼층석탑 (巨濟 鵝州洞 三層石塔)                               | 경남 거제시 아양동                                | 거제시               | 1983년 7월 20일 지정, 2018년 12월 20일 명칭변경                                   |      |
| 34호   |      | 고성 수림서원 (固城 繡林書院)                                             | 경남 고성군 마암면 화산4길 201-54(화산리 998)     | 달성배씨문중         | 1983년 7월 20일 지정, 2018년 12월 20일 명칭변경                                   |      |
| 35호   |      | 고성 도산서원 (固城 道山書院)                                             | 경남 고성군 구만면 화림3길 88(화림리 127)         | 전주최씨문중         | 1983년 7월 20일 지정, 2018년 12월 20일 명칭변경                                   |      |
| 36호   |      | 고성 갈천서원 (固城 葛川書院)                                             | 경남 고성군 대가면 갈천로 620(갈천리 1146)        | 갈천서원             | 1983년 7월 20일 지정, 2018년 12월 20일 명칭변경                                   |      |
| 37호   |      | 고성 도연서원 (固城 道淵書院)                                             | 경남 고성군 마암면 도전4길 152-39(도전리 543)     | 허전                 | 1983년 8월 6일 지정, 2018년 12월 20일 명칭변경                                    |      |
| 38호   |      | 고성 위계서원 (固城 葦溪書院)                                             | 경남 고성군 마암면 석마2길 186(석마리 643)        | 이태수               | 1983년 7월 20일 지정, 2018년 12월 20일 명칭변경                                   |      |
| 39호   |      | 고성 호암사 (固城 虎巖祠)                                                 | 경남 고성군 동해면 장좌1길 87-4(장좌리 324)       | 천병식               | 1983년 7월 20일 지정, 2018년 12월 20일 명칭변경                                   |      |
| 40호   |      | 사천 구계서원 (泗川 龜溪書院)                                             | 경남 사천시 사천읍 구암리 산118                   | 구계서원             | 1983년 7월 20일 지정, 2018년 12월 20일 명칭변경                                   |      |
| 41호   |      | 남해 운곡사 (南海 雲谷祠)                                                 | 경남 남해군 서면 중현리 1024                      | 운곡사보존회         | 1983년 7월 20일 지정, 2018년 12월 20일 명칭변경                                   |      |
| 42호   |      | 남해 정지석탑 (南海 鄭池石塔)                                             | 경남 남해군 고현면 대사리 768번지                 | 남해군               | 1983년 7월 20일 지정, 2018년 12월 20일 명칭변경                                   |      |
| 43호   |      | 남해 신흥사지 삼층석탑 (南海 新興寺址 三層石塔)                           | 경남 남해군 남면 당항리 872-1                     | 남해군               | 1983년 7월 20일 지정, 2018년 12월 20일 명칭변경                                   |      |
| 44호   |      | 남해 남면 향약계 관련 자료 (南海 南面 鄕約契 關聯 資料)                   | 경남 남해군 남면 당항리                           | 박진용               | 1983년 7월 20일 지정                                                              |      |
| 45호   |      | 하동 쌍계사 청학루 (河東 雙磎寺 靑鶴樓                                    | 경남 하동군 화개면 운수리                         | 쌍계사               | 1983년 7월 20일 지정, 2018년 12월 20일 명칭변경                                   |      |
| 46호   |      | 하동 쌍계사 적묵당 (河東 雙溪寺 寂默堂)                                   | 경남 하동군 화개면 운수리                         | 쌍계사               | 1983년 7월 20일 지정, 2018년 12월 20일 명칭변경                                   |      |
| 47호   |      | 하동 옥산서원 (河東 玉山書院)                                             | 경남 하동군 옥종면 정수리                         | 연일정씨문중         | 1983년 7월 20일 지정, 2018년 12월 20일 명칭변경                                   |      |
| 48호   |      | 하동 쌍계사 마애여래좌상 (河東 雙溪寺 磨崖如來坐像)                       | 경남 하동군 화개면 운수리                         | 쌍계사               | 1983년 7월 20일 지정, 2018년 12월 20일 명칭변경                                   |      |
| 49호   |      | 산청 서계서원 (山淸 西溪書院)                                             | 경남 산청군 산청읍 덕우지길 51 (지리)             | 서계서원             | 1983년 8월 6일 지정, 2018년 12월 20일 명칭변경                                    |      |
| 50호   |      | 산청 덕양전 (山淸 德讓殿)                                                 | 경남 산청군 금서면 동의보감로 995 (화계리)        | 김해김씨문중         | 1983년 8월 6일 지정                                                               |      |
| 51호   |      | 산청 배산서원 (山淸 培山書院)                                             | 경남 산청군 단성면 배양길 16 (사월리)             | 합천이씨문중         | 1983년 8월 6일 지정, 2018년 12월 20일 명칭변경                                    |      |
| 52호   |      | 삼우당효자비 (三憂堂孝子碑)                                               | 경남 산청군 단성면 목화로 887 (사월리)            | 남평문씨문중         | 1983년 8월 6일 지정                                                               |      |
| 53호   |      | 문익점신도비 (文益漸神道碑)                                               | 경남 산청군 신안면 신안리                         | 남평문씨문중         | 1983년 8월 6일 지정                                                               |      |
| 54호   |      | 산청 이택당 물산영당 (山淸 麗澤堂 勿山影堂)                               | 경남 산청군 신등면 황매산로178번길 45-31 (평지리) | 이택당               | 1983년 8월 6일 지정, 2018년 12월 20일 명칭변경                                    |      |
| 55호   |      | 산청 이요정 (山淸 二樂亭)                                                 | 경남 산청군 생초면 새실로310번길 74-41 (노은리)   | 민정식               | 1983년 8월 6일 지정, 2018년 12월 20일 명칭변경                                    |      |
| 56호   |      | 함양 청계서원 (咸陽 靑溪書院)                                             | 경남 함양군 수동면 원평리 669-1                   | 청계서원             | 1983년 7월 20일 지정, 2018년 12월 20일 명칭변경                                   |      |
| 57호   |      | 거창 포충사 (居昌 褒忠祠)                                                 | 경남 거창군 웅양면 노현리                         | 거창군               | 1983년 7월 20일 지정, 2018년 12월 20일 명칭변경                                   |      |
| 58호   |      | 거창 심소정 (居昌 心蘇亭)                                                 | 경남 거창군 남하면 양항리                         | 파평윤씨문중         | 1983년 7월 20일 지정, 2018년 12월 20일 명칭변경                                   |      |
| 59호   |      | 합천 함벽루 (陜川 涵碧樓)                                                 | 경남 합천군 합천읍 합천리                         | 합천군               | 1983년 7월 20일 지정, 2018년 12월 20일 명칭변경                                   |      |
| 60호   |      | 합천 옥계서원 (陜川 玉溪書院)                                             | 경남 합천군 봉산면 서부로 3078-13                 | 옥계서원             | 1983년 7월 20일 지정, 2018년 12월 20일 명칭변경                                   |      |
| 61호   |      | 진주 충의사 (晉州 忠毅祠)                                                 | 경남 진주시 이반성면 용암길 59-2                  | 해주정씨문중         | 1983년 7월 20일 지정, 2018년 12월 20일 명칭변경                                   |      |
| 62호   |      | 통영 도솔암 (統營 兜率庵)                                                 | 경남 통영시 봉평동 404                            | 용화사               | 1983년 7월 20일 지정, 2018년 12월 20일 명칭변경                                   |      |
| 63호   |      | 진주 도통사 (晉州 道統祠)                                                 | 경남 진주시 내동면 내축로577번길 29-9             | 순흥안씨문중         | 1983년 7월 20일 지정, 2018년 12월 20일 명칭변경                                   |      |
| 64호   |      | 진주 용강서당 (晉州 龍江書堂)                                             | 경남 진주시 지수면 용봉로150번길 106-10           | 의성김씨문중         | 1983년 7월 20일 지정, 2018년 12월 20일 명칭변경                                   |      |
| 65호   |      | 진주 우곡정 (晉州 隅谷亭)                                                 | 경남 진주시 사봉면 우곡길 79-4                    | 진양정씨우곡공파문중 | 1983년 7월 20일 지정, 2018년 12월 20일 명칭변경                                   |      |
| 66호   |      | 의령 보덕각 (宜寧 報德閣)                                                 | 경남 의령군 지정면 기강로 379                     | 의령군               | 1983년 7월 20일 지정, 2018년 12월 20일 명칭변경                                   |      |
| 67호   |      | 함안 덕연서원 (咸安 德淵書院)                                             | 경남 함안군 칠원읍 용정리 966-1                   | 상주주씨문민공파문중 | 1983년 7월 20일 지정, 2018년 12월 20일 명칭변경                                   |      |
| 68호   |      | 조순 장군비 (趙純 將軍碑)                                                 | 경남 함안군 가야읍 검암리 586-1                   | 함안군               | 1983년 7월 20일 지정                                                              |      |
| 69호   |      | 창녕 광산서당 (昌寧 光山書堂)                                             | 경남 창녕군 유어면 광산리 852                     | 청주양씨문중         | 1983년 7월 20일 지정, 2018년 12월 20일 명칭변경                                   |      |
| 70호   |      | 창녕 경모당 (昌寧 敬慕堂)                                                 | 경남 창녕군 유어면 진창리 235                     | 청주양씨문중         | 1983년 7월 20일 지정, 2018년 12월 20일 명칭변경                                   |      |
| 71호   |      | 창녕 양훤 묘비 (昌寧 楊喧 墓碑)                                           | 경남 창녕군 장마면 동정리 산21-2                  | 청주양씨문중         | 1983년 7월 20일 지정, 2018년 12월 20일 명칭변경                                   |      |
| 72호   |      | 밀양 칠탄서원 (密陽 七灘書院)                                             | 경남 밀양시 단장면 미촌리 산80                    | 밀양손씨문중         | 1983년 7월 20일 지정, 2018년 12월 20일 명칭변경                                   |      |
| 73호   |      | 밀양 작원관지 (密陽 鵲院關址)                                             | 경남 밀양시 삼랑진읍 검세리                       | 밀양시               | 1983년 7월 20일 지정, 2018년 12월 20일 명칭변경                                   |      |
| 74호   |      | 하동 쌍계사 팔영루 (河東 雙磎寺 八泳樓)                                   | 경남 하동군 화개면 운수리                         | 쌍계사               | 1983년 7월 20일 지정, 2018년 12월 20일 명칭변경                                   |      |
| 75호   |      | 함양 최치원 신도비 (咸陽 崔致遠 神道碑)                                   | 경남 함양군 함양읍 운림리 354-1                   | 함양군               | 1983년 7월 20일 지정, 2018년 12월 20일 명칭변경                                   |      |
| 76호   |      | 함양 교수정 (咸陽 敎授亭)                                                 | 경남 함양군 지곡면 개평리                         | 함안조씨문중         | 1983년 7월 20일 지정, 2018년 12월 20일 명칭변경                                   |      |
| 77호   |      | 거창 창충사 (居昌 彰忠祠)                                                 | 경남 거창군 거창읍 동리                           | 거창신씨문중         | 1983년 7월 20일 지정, 2018년 12월 20일 명칭변경                                   |      |
| 78호   |      | 거창 일원정 (居昌 一源亭)                                                 | 경남 거창군 남상면 전척리 530                     | 김씨문중             | 1983년 7월 20일 지정, 2018년 12월 20일 명칭변경                                   |      |
| 79호   |      | 합천 중촌리 승탑 및 탑비 (陜川 中村里 僧塔 및 塔碑)                       | 경남 합천군 가회면 중촌리                         | 합천군               | 1983년 7월 20일 지정, 2018년 12월 20일 명칭변경                                   |      |
| 80호   |      | 합천 가남정 (陜川 伽南亭)                                                 | 경남 합천군 야로면 정대3길 28                     | 정종호               | 1983년 12월 20일 지정, 2018년 12월 20일 명칭변경                                  |      |
| 81호   |      | 하동 두방재 (河東 斗芳齋)                                                 | 경남 하동군 옥종면 두양리                         | 진양강씨문중         | 1983년 12월 20일 지정, 2018년 12월 20일 명칭변경                                  |      |
| 82호   |      | 몽고정 (夢古井)                                                           | 경남 창원시 마산합포구 자산동118                  | 창원시               | 1983년 12월 20일 지정                                                             |      |
| 83호   |      | 창녕 고곡산성 (昌寧 鼓谷山城)                                             | 경남 창녕군 남지읍 고곡리 산193                   | 창녕군               | 1983년 12월 20일 지정, 2018년 12월 20일 명칭변경                                  |      |
| 84호   |      | 창녕 신당산성 (昌寧 新堂山城)                                             | 경상남도 창녕군 계성면 신당리 산5번지             | 창녕군               | 1983년 12월 20일 지정, 2018년 12월 20일 명칭변경                                  |      |
| 85호   |      | 창녕 영축산성 (昌寧 靈鷲山城)                                             | 경남 창녕군 영산면 교리 산1-2                     | 창녕군               | 1983년 12월 20일 지정, 2018년 12월 20일 명칭변경                                  |      |
| 86호   |      | 창녕 성산산성 (昌寧 城山山城)                                             | 경남 창녕군 이방면 성산리                         | 창녕군               | 1983년 12월 20일 지정, 2018년 12월 20일 명칭변경                                  |      |
| 87호   |      | 봉황대 (鳳凰臺)                                                           | 경남 김해시 봉황동 158                            | 김해시               | 1983년 12월 20일 지정, 2001년 2월 5일 해제, 사적 2호로 통합                       |      |
| 88호   |      | 거제 청곡리 지석묘 (巨濟 靑谷里 支石墓)                                   | 경남 거제시 사등면 청곡리 20-3                    | 거제시               | 1983년 12월 20일 지정, 2018년 12월 20일 명칭변경                                  |      |
| 89호   |      | 고성읍성 (固城邑城)                                                       | 경남 고성군 고성읍 성내리,서외리,수남리일대       | 고성군               | 1983년 12월 20일 지정, 2013년 2월 28일 명칭변경                                   |      |
| 90호   |      | 고성 거류산성 (固城 巨流山城)                                             | 경남 고성군 거류면 거산리,감서리,가려리,당동리    | 고성군               | 1983년 12월 20일 지정, 2018년 12월 20일 명칭변경                                  |      |
| 91호   |      | 고성 철마산성 (固城 鐵馬山城)                                             | 경남 고성군 동해면 장기리                         | 고성군               | 1983년 12월 20일 지정, 2018년 12월 20일 명칭변경                                  |      |
| 92호   |      | 거창 하성 (居昌 霞城)                                                     | 경남 거창군 웅양면 한기리                         | 거창군               | 1983년 12월 20일 지정, 2018년 12월 20일 명칭변경                                  |      |
| 93호   |      | 사천 대방진 굴항 (泗川 大芳鎭 掘港)                                       | 경남 사천시 대방동 251                            | 사천시               | 1983년 12월 20일 지정, 2018년 12월 20일 명칭변경                                  |      |
| 94호   |      | 위암장지연선생의묘 (偉庵張志淵先生의墓)                                   | 경남 창원시 현동 631-2                            | 창원시               | 1983년 12월 20일 지정, 2011년 7월 28일 해제, 건국훈장 독립장 취소에 따른 후속조치 |      |
| 95호   |      | 사천 각산산성 (泗川 角山山城)                                             | 경남 사천시 대방동 산40                           | 사천시               | 1983년 12월 20일 지정, 2018년 12월 20일 명칭변경                                  |      |
| 96호   |      | 사천 각산봉화대 (泗川 角山熢火臺)                                         | 경남 사천시 대방동 산2                            | 사천시               | 1983년 12월 20일 지정, 2018년 12월 20일 명칭변경                                  |      |
| 97호   |      | 현고수 (懸鼓樹)                                                           | 경남 의령군 유곡면 세간리 741-1                   | 유곡면               | 1983년 12월 20일 지정, 2008년 3월 12일 해제, 천연기념물 493호 승격                |      |
| 98호   |      | 사등지석묘 (사등支石墓)                                                   | 경남 거제시 사등면 지석리                         | 거제군               | 1983년 12월 20일 지정, 1991년 12월 20일 해제, 해제사유 미상                       |      |
| 99호   |      | 거제포로수용소 (巨濟捕虜收容所)                                           | 경남 거제시 장평리,수월리 및 신현읍 양정리,고현리 | 거제시               | 1983년 12월 20일 지정                                                             |      |
| 100호  |      | 거창 성기성 (居昌 聖基城)                                                 | 경남 거창군 주상면 성기리                         | 거창군               | 1983년 12월 20일 지정, 2018년 12월 20일 명칭변경                                  |      |